# Paulo Mendes Peixoto
Dom Paulo Mendes Peixoto (Imbé de Minas, 25 de fevereiro de 1951) é um bispo católico brasileiro. Foi bispo de São José do Rio Preto e é o arcebispo metropolitano de Uberaba.

## Formação
Nascido em Imbé de Minas, na época um distrito de Caratinga, em Minas Gerais, Paulo cursou o ginasial no Colégio Estadual de Caratinga (atual Escola Estadual Dr. José Augusto Ferreira), entre os anos de 1968 a 1971. 
Estudou Filosofia no Seminário Diocesano de Nossa Senhora do Rosário em Caratinga, nos anos de 1974 a 1975 e Teologia no mesmo seminário, de 1976 a 1979. 
Entre 1984 a 1985 especializou-se em Direito Canônico no Pontíficio Instituto Superior de Direito Canônico do Rio de Janeiro, além de inúmeros cursos de formação permanente e de atualização na área do Direito Canônico.

## Presbiterato
Em 8 de dezembro de 1979 foi ordenado sacerdote em Caratinga.

### Funções assumidas
1979 a 1984: Ecônomo do Seminário Diocesano Nossa Senhora do Rosário de Caratinga.
1995 a 2005: Diretor Espiritual do Seminário Diocesano Nossa Senhora do Rosário de Caratinga.
2004 a 2005: Diretor Espiritual do Seminário Propedêutico São José de Ubaporanga.
1986 a 2005: Professor de Direito Pastoral no Seminário Diocesano Nossa Senhora do Rosário de Caratinga.
1995 a 2005: Professor de Introdução ao Mistério da Salvação no Seminário Propedêutico São José de Ubaporanga.
1995 a 2005: Capelão do Hospital Nossa Senhora Auxiliadora de Caratinga.
1985 a 2005: Juiz Auditor na Câmara Auxiliar da Diocese de Caratinga.
- Trabalhos como Pároco e Administrador Paroquial em onze paróquias.
- Representante dos Presbíteros da Diocese de Caratinga durante oito anos.
- Programas Religiosos diários em rádios na Diocese de Caratinga.
- Membro do Conselho Presbiteral e Colégio dos Consultores.
- Secretário da Sociedade Brasileira de Canonistas em três gestões.
- Colunista mensal da Revista Diretrizes da Diocese de Caratinga.
- Membro da Equipe de Redação do Roteiro dos Grupos de Reflexão.

## Episcopado
Em 7 de dezembro de 2005 foi nomeado bispo de São José do Rio Preto, sucedendo a Dom Orani João Tempesta que fora nomeado Arcebispo de Belém do Pará. Em  25 de fevereiro de 2006 foi ordenado bispo pelas mãos de Dom Hélio Gonçalves Heleno, bispo de Caratinga, sua posse aconteceu aos 25 de março de 2006 na Catedral de São José do Rio Preto.
Aos 25 de junho de 2011 teve seu nome divulgado como membro da Comissão Episcopal Pastoral para a Animação Bíblico-Catequética da CNBB.
No dia 7 de março de 2012 foi nomeado pelo Papa Bento XVI arcebispo da Arquidiocese de Uberaba. Tomou posse nessa arquidiocese no dia 1 de maio de 2012.
No dia 21 de março de 2018 foi nomeado pelo papa Francisco como novo administrador apostólico para Diocese de Formosa.